# Cornelia Bouhon
Cornelia Bouhon, född 1757, död 1823, var en nederländsk dansare, sångare och skådespelare. 
Hon var dotter till Johannes Bouhon (1729/30-1791), dansare och skådespelare, och Cornelia Ghijben (1733-1790?), skådespelare. 
Hon var engagerad vid Amsterdamse Schouwburg mellan 1766 och 1797. Cornelia Bouhon fick "med sin utomordentligt vackra gestalt" och "graciösa och charmiga uppträdande" namnet "scenens vackraste" (Galante Leeven). Hon dansade och sjöng subrettroller i operetter och sångpjäser. Hon spelade också i teaterpjäser, enligt en översikt av Amsterdams trupp 1772. Schouwburg brann ner 1772, och var sedan verksam vid 
den nya teatern i Rotterdam tills Schouwburg återinvigdes 1774. Hon var verksam som dansare fram till 1778, och sedan som skådespelare i "rollerna som ungdomliga hjältinnor". Hon uppträdde också som sångare i operor. 
1797 fick Cornelia Bouhon sparken från Amsterdamse Schouwburg. Två år senare arbetade hon med Ward Bingleys resande teatersällskap. Det är inte känt hur länge hon var knuten till den truppen. Cornelia Bouhon dog, ogift, den 15 april 1823 vid 65 års ålder.